# 白星馳
白星馳（英語：Jordon Graham John Brown，1994年2月10日—）生於英國，司職左後衛。

## 球員生涯
2022年7月12日，佐敦·布朗宣布加盟杰志。
2023年7月29日，白星馳被租借至香港足球会。

## 軼事
原譯名為佐敦·布朗的白星馳，於領取香港特區護照時，因在網上搜尋中文名生成器而起名為「白星馳」，與演員周星馳同名。